# Curling op de Olympische Winterspelen 2014
Curling is een van de sporten die beoefend werden op de Olympische Winterspelen 2014 in Sotsji. De wedstrijden bij zowel het mannentoernooi als het vrouwentoernooi werden gespeeld in het Ice Cube Curling Center. De wedstrijden werden van 10 februari tot en met 21 februari 2014 gespeeld. Bij de mannen is Canada titelverdediger en bij de vrouwen verdedigt Zweden de titel.

## Wedstrijdschema
| Datum       | Lokale tijd | MET   | Mannen                | Vrouwen               |
| ----------- | ----------- | ----- | --------------------- | --------------------- |
| 10 februari | 09:00       | 06:00 | Round Robin           |                       |
| 10 februari | 14:00       | 11:00 |                       | Round Robin           |
| 10 februari | 19:00       | 16:00 | Round Robin           |                       |
| 11 februari | 09:00       | 06:00 |                       | Round Robin           |
| 11 februari | 14:00       | 11:00 | Round Robin           |                       |
| 11 februari | 19:00       | 16:00 |                       | Round Robin           |
| 12 februari | 09:00       | 06:00 | Round Robin           |                       |
| 12 februari | 14:00       | 11:00 |                       | Round Robin           |
| 12 februari | 19:00       | 16:00 | Round Robin           |                       |
| 13 februari | 09:00       | 06:00 |                       | Round Robin           |
| 13 februari | 14:00       | 11:00 | Round Robin           |                       |
| 13 februari | 19:00       | 16:00 |                       | Round Robin           |
| 14 februari | 09:00       | 06:00 | Round Robin           |                       |
| 14 februari | 14:00       | 11:00 |                       | Round Robin           |
| 14 februari | 19:00       | 16:00 | Round Robin           |                       |
| 15 februari | 09:00       | 06:00 |                       | Round Robin           |
| 15 februari | 14:00       | 11:00 | Round Robin           |                       |
| 15 februari | 19:00       | 16:00 |                       | Round Robin           |
| 16 februari | 09:00       | 06:00 | Round Robin           |                       |
| 16 februari | 14:00       | 11:00 |                       | Round Robin           |
| 16 februari | 19:00       | 16:00 | Round Robin           |                       |
| 17 februari | 09:00       | 06:00 |                       | Round Robin           |
| 17 februari | 14:00       | 11:00 | Round Robin           |                       |
| 17 februari | 19:00       | 16:00 |                       | Round Robin           |
| 18 februari | 09:00       | 06:00 | Tiebreak Round Robin1 | Tiebreak Round Robin1 |
| 18 februari | 14:00       | 11:00 | Tiebreak Round Robin1 | Tiebreak Round Robin1 |
| 18 februari | 19:00       | 16:00 | Tiebreak Round Robin1 | Tiebreak Round Robin1 |
| 19 februari | 14:00       | 11:00 |                       | Halve finales         |
| 19 februari | 19:00       | 16:00 | Halve finales         |                       |
| 20 februari | 12:30       | 09:30 |                       | 3e/4e plaats          |
| 20 februari | 17:30       | 14:30 |                       | Finale                |
| 21 februari | 12:30       | 09:30 | 3e/4e plaats          |                       |
| 21 februari | 17:30       | 14:30 | Finale                |                       |

1 Tiebreak wedstrijden worden alleen gespeeld wanneer ze nodig zijn om de halve finales te kunnen bepalen.

## Medailles
| Onderdeel | Goud | Goud                                                               | Zilver | Zilver                                                                                    | Brons | Brons                                                                     |
| --------- | ---- | ------------------------------------------------------------------ | ------ | ----------------------------------------------------------------------------------------- | ----- | ------------------------------------------------------------------------- |
| Mannen    | CAN  | Caleb Flaxey Ryan Fry Brad Jacobs E. J. Harnden Ryan Harnden       | GBR    | Scott Andrews Tom Brewster Greg Drummond Michael Goodfellow David Murdoch                 | SWE   | Niklas Edin Oskar Eriksson Viktor Kjäll Sebastian Kraupp Fredrik Lindberg |
| Vrouwen   | CAN  | Jennifer Jones Kaitlyn Lawes Dawn McEwen Jill Officer Kirsten Wall | SWE    | Christina Bertrup Agnes Knochenhauer Maria Prytz Margaretha Sigfridsson Maria Wennerström | GBR   | Vicki Adams Lauren Gray Claire Hamilton Eve Muirhead Anna Sloan           |

## Mannentoernooi
Het mannentoernooi begon op 10 februari 2014 met de Round Robin. Op 17 februari zouden de laatste wedstrijden van de Round Robin worden gespeeld en eventueel op 18 februari worden er nog tiebreak wedstrijden gespeeld. De halve finales werden op 19 februari gespeeld en de strijd om de bronzen medaille werd op 21 februari gevoerd. Ook de finale in het mannencurlingtoernooi werd op 21 februari gespeeld. Canada was de titelverdediger bij het mannen curling. In 2010 versloegen de Canadezen in eigen huis de Noren.

### Kwalificatie
Rusland was als gastland automatisch gekwalificeerd voor de Olympische Winterspelen. Daarnaast werden de zeven landen die bij de laatste twee wereldkampioenschappen curling de meeste kwalificatiepunten gewonnen hebben direct gekwalificeerd. De laatste twee startbewijzen waren te verdienen op een kwalificatietoernooi dat van 10 december 2013 tot en met 15 december 2013 werd gehouden in het Duitse Füssen. Zodoende plaatsten Canada, Zweden, Verenigd Koninkrijk, Noorwegen, Denemarken, China en Zwitserland zich voor de Sotsj 2014 via de kwalificatiepunten.

#### Kwalificatiepunten
Alle deelnemende teams aan de wereldkampioenschappen curling in 2012 en 2013 konden kwalificatiepunten verdienen naar aanleiding van hun eindpositie. Zo kreeg de kampioen veertien punten; nummer twee twaalf punten; nummer drie tien punten en zo aflopend tot en met de nummer twaalf die het laatste punt kreeg.
| Land                 | 2012 | 2013 | Totaal |
| -------------------- | ---- | ---- | ------ |
| Canada               | 14   | 12   | 26     |
| Zweden               | 10   | 14   | 24     |
| Verenigd Koninkrijk1 | 12   | 10   | 22     |
| Noorwegen            | 9    | 8    | 17     |
| Denemarken           | 6    | 9    | 15     |
| China                | 7    | 7    | 14     |
| Zwitserland          | 4    | 6    | 10     |
| Verenigde Staten     | 5    | 4    | 9      |
| Nieuw-Zeeland        | 8    | 0    | 8      |
| Tsjechië             | 1    | 5    | 6      |
| Rusland 2            | 0    | 3    | 3      |
| Frankrijk            | 3    | 0    | 3      |
| Japan                | 0    | 2    | 2      |
| Duitsland            | 2    | 0    | 2      |
| Finland              | 0    | 1    | 1      |

| Legenda | Legenda                                                             |
| ------- | ------------------------------------------------------------------- |
|         | Landen die zich kwalificeerde voor de Olympische Winterspelen 2014. |
|         | Landen die zich moeten kwalificeren via het kwalificatietoernooi.   |

### Opzet
Alle tien de teams zouden in Round Robin eenmaal tegen elkaar spelen. De top vier na de Round Robin zouden vervolgens doorgaan naar de halve finales, waar de nummer één tegen de nummer vier speelde en de nummer twee tegen de nummer drie. Beide winnaars namen het in de finale tegen elkaar op en beide verliezers zouden strijden om de bronzen medaille.

### Deelnemende landen
| Land             | Kwalificatie       | Kwalificatie | Eerder deelnames | Eerder deelnames | Eerder deelnames                        |
| Land             | Manier             | Datum        | Aantal           | Vancouver 2010   | Beste prestatie                         |
| ---------------- | ------------------ | ------------ | ---------------- | ---------------- | --------------------------------------- |
| Rusland          | Gastheer           | Gastheer     | eerste deelname  | eerste deelname  | eerste deelname                         |
| Canada           | Kwalificatiepunten | 7 april 2013 | 4                | Kampioen         | Kampioen (Turijn 2006 & Vancouver 2010) |
| Zweden           | Kwalificatiepunten | 7 april 2013 | 5                | 4e plaats        | 2e plaats (Chamonix 1924)               |
| Groot-Brittannië | Kwalificatiepunten | 7 april 2013 | 5                | 5e plaats        | Kampioen (Chamonix 1924)                |
| Noorwegen        | Kwalificatiepunten | 7 april 2013 | 4                | 2e plaats        | Kampioen (Salt Lake City 2002)          |
| Denemarken       | Kwalificatiepunten | 7 april 2013 | 2                | 9e plaats        | 7e plaats (Salt Lake City 2002)         |
| China            | Kwalificatiepunten | 7 april 2013 | 1                | 8e plaats        | 8e plaats (Vancouver 2010)              |
| Zwitserland      | Kwalificatiepunten | 7 april 2013 | 4                | 3e plaats        | Kampioen (Nagano 1998)                  |
| nog niet bekend  |                    |              |                  |                  |                                         |
| nog niet bekend  |                    |              |                  |                  |                                         |

## Vrouwentoernooi
Het vrouwentoernooi begint op 10 februari 2014 met de Round Robin. Op 17 februari zullen de laatste wedstrijden van de Round Robin worden gespeeld en eventueel op 18 februari worden er nog tiebreak wedstrijden gespeeld. De halve finales worden op 19 februari gespeeld en de strijd om de bronzen medaille wordt op 20 februari gevoerd. Ook de finale in het vrouwencurlingtoernooi wordt op 20 februari gespeeld. Zweden is de titelverdediger bij het vrouwen curling. In 2010 versloegen de Zweden de Canadezen.

### Kwalificatie
Rusland is als gastland automatisch gekwalificeerd voor de Olympische Winterspelen. Daarnaast worden de zeven landen die bij de laatste twee wereldkampioenschappen curling de meeste kwalificatiepunten gewonnen hebben direct gekwalificeerd. De laatste twee startbewijzen zijn te verdienen op een kwalificatietoernooi dat van 10 december 2013 tot en met 15 december 2013 werd gehouden in het Duitse Füssen. Zodoende plaatsten Zweden, Zwitserland, Verenigd Koninkrijk, Canada, Verenigde Staten, Denemarken en Zuid-Korea zich voor de Sotsj 2014 via de kwalificatiepunten.

#### Kwalificatiepunten
Alle deelnemende teams aan de wereldkampioenschappen curling in 2012 en 2013 konden kwalificatiepunten verdienen naar aanleiding van hun eindpositie. Zo kreeg de kampioen veertien punten; nummer twee twaalf punten; nummer drie tien punten en zo aflopend tot en met de nummer twaalf die het laatste punt kreeg.
| Land                 | 2012 | 2013 | Totaal |
| -------------------- | ---- | ---- | ------ |
| Zweden               | 12   | 12   | 24     |
| Zwitserland          | 14   | 8    | 22     |
| Verenigd Koninkrijk1 | 7    | 14   | 21     |
| Canada               | 10   | 10   | 20     |
| Verenigde Staten     | 8    | 9    | 17     |
| Rusland 2            | 4    | 7    | 11     |
| Denemarken           | 5    | 5    | 10     |
| Zuid-Korea           | 9    | 0    | 9      |
| Duitsland            | 6    | 2    | 8      |
| Japan                | 0    | 6    | 6      |
| China                | 2    | 4    | 6      |
| Italië               | 3    | 3    | 6      |
| Letland              | 0    | 1    | 1      |
| Tsjechië             | 1    | 0    | 1      |

| Legenda | Legenda                                                             |
| ------- | ------------------------------------------------------------------- |
|         | Landen die zich kwalificeerde voor de Olympische Winterspelen 2014. |
|         | Landen die zich moeten kwalificeren via het kwalificatietoernooi.   |

### Opzet
Alle tien de teams zullen in Round Robin eenmaal tegen elkaar spelen. De top vier na de Round Robin zullen vervolgens door gaan naar de halve finales waar de nummer één tegen de nummer vier speelt en de nummer twee tegen de nummer drie. Beide winnaars nemen het in de finale tegen elkaar op en beide verliezers zullen strijden om de bronzen medaille.

### Deelnemende landen
| Land             | Kwalificatie       | Kwalificatie  | Eerder deelnames | Eerder deelnames | Eerder deelnames                              |
| Land             | Manier             | Datum         | Aantal           | Vancouver 2010   | Beste prestatie                               |
| ---------------- | ------------------ | ------------- | ---------------- | ---------------- | --------------------------------------------- |
| Rusland          | Gastheer           | Gastheer      | 3                | 9e plaats        | 6e plaats (Turijn 2006)                       |
| Zweden           | Kwalificatiepunten | 24 maart 2013 | 4                | Kampioen         | Kampioen (Turijn 2006 & Vancouver 2010)       |
| Zwitserland      | Kwalificatiepunten | 24 maart 2013 | 3                | 4e plaats        | 2e plaats (Salt Lake City 2002 & Turijn 2006) |
| Groot-Brittannië | Kwalificatiepunten | 24 maart 2013 | 4                | 7e plaats        | Kampioen (Salt Lake City 2002)                |
| Canada           | Kwalificatiepunten | 24 maart 2013 | 4                | 2e plaats        | Kampioen (Nagano 1998)                        |
| Verenigde Staten | Kwalificatiepunten | 24 maart 2013 | 4                | 10e plaats       | 4e plaats (Salt Lake City 2002)               |
| Denemarken       | Kwalificatiepunten | 24 maart 2013 | 4                | 5e plaats        | 2e plaats (Nagano 1998)                       |
| Zuid-Korea       | Kwalificatiepunten | 24 maart 2013 | eerste deelname  | eerste deelname  | eerste deelname                               |
| nog niet bekend  |                    |               |                  |                  |                                               |
| nog niet bekend  |                    |               |                  |                  |                                               |